# Dutse
Dutse est la capitale de l'État de Jigawa, dans le nord du Nigeria. Elle est également la ville la plus peuplée de l'État (devant Hadejia, Gumel et Birnin Kudu), avec environ 153 000 habitants en 2009. Elle accueille une université fédérale depuis novembre 2011.